# Guilherme Afonso
Guilherme Afonso (Luanda, 15 november 1985) is Zwitsers-Angolees voormalig voetballer die als aanvaller speelde.

## Loopbaan
De in Angola geboren speler speelde in het seizoen 2001/2002 zijn eerste wedstrijden voor Etoile Carouge FC. In de zomerstop van 2003 verkaste hij na 17 wedstrijden in de hoofdmacht naar ASOA Valence. Daar kwam de aanvaller niet aan spelen toe en werd hij na één seizoen opgepikt door FC Twente. In zijn eerste seizoen in Enschede, 2004/2005, speelde hij nog maar acht keer, een jaar later kwam hij al 23 keer uit voor de Tukkers. Afonso staat nog tot en met 2008 onder contract bij FC Twente. Halverwege het seizoen 2006/2007 werd Guilherme verhuurd aan BV Veendam, waar hij de vertrokken Marnix Kolder verving. Hij kon echter qua doelpunten niet zoveel als zijn voorganger brengen. Afonso slaagde niet aan De Langeleegte. Na bijna twee (moeizame) seizoenen bij Veendam leverde hij in het begin van het seizoen 2008/2009 zijn contract in. 
Hij vervolgde zijn loopbaan bij FC Sion en was tweemaal op huurbasis succesvol bij FC Lugano. In 2012 ging hij voor FC Vaduz uit Liechtenstein spelen. Medio 2013 ging Afonso in zijn geboorteland Angola bij 1º de Agosto voetballen. Daarna werd ingelijfd door Kabuscorp SC, waar hij tot 2016 speelde. Vervolgens speelde hij nog op laag niveau in Zwitserland.
Met het Angolees voetbalelftal nam hij deel aan het Afrikaans kampioenschap voetbal 2013.